# Bolbosoma hamiltoni
Bolbosoma hamiltoni är en hakmaskart som beskrevs av Edward Baylis 1929. Bolbosoma hamiltoni ingår i släktet Bolbosoma och familjen Polymorphidae. Inga underarter finns listade i Catalogue of Life.